# كوزيل ماكوين
كوزيل ماكوين (بالإنجليزية: Cozell McQueen)‏ مواليد 18 يناير 1962 في باريس، هو لاعب كرة سلة أمريكي معتزل. بدأ مسيرته الاحترافية في سنة 1985. تم اختياره من قبل فريق ميلووكي باكز خلال الدرافت. يبلغ طوله 6 قدم 11 بوصة (2.1 م). اعتزل اللعب في 1996.

## المسيرة الاحترافية
لعب مع ديترويت بيستونز في سنة 1987، ثم لعب مع باسكت نابولي من سنة 1988 إلى 1990، ثم لعب مع أولمبيا ميلانو في الدوري الإيطالي في موسم 1990–1991، ثم لعب مع نادي سرقسطة لكرة السلة في الدوري الإسباني في موسم 1991–1992، ثم لعب مع رير فينيزيا مستري في موسم 1992–1993.

## روابط خارجية
- كوزيل ماكوين على موقع إن بي أي (الإنجليزية)
- كوزيل ماكوين على موقع سبورتس رفرنس (الإنجليزية)
- كوزيل ماكوين على موقع الدوري الإسباني لكرة السلة (الإسبانية)
- كوزيل ماكوين على موقع كلية كرة السلة في سبورتس رفرنس.كوم (الإنجليزية)
- كوزيل ماكوين على موقع ريلجم (الإنجليزية)
- كوزيل ماكوين على موقع بروبوليرز (الإنجليزية)
- كوزيل ماكوين على موقع سبورتس رفرنس (الإنجليزية)